# Бета распад
У нуклеарној физици, бета распад (β-распад) је тип радиоактивног распада у коме се бета честица (брзи енергетски електрон или позитрон) емитује из атомског језгра, трансформишући изворни нуклид у изобару тог нуклида. На пример, бета распад неутрона трансформише га у протон емисијом електрона праћеног антинеутрином; или, обратно, протон се претвара у неутрон емисијом позитрона са неутрином у такозваној емисији позитрона. Нити бета честица, нити придружени (анти) неутрино не постоје у језгру пре бета распада, већ настају у процесу распадања. Овим поступком нестабилни атоми добијају стабилнији однос протона према неутронима. Вероватноћа распада нуклида услед бета и других облика распадања одређена је његовом нуклеарном везном енергијом. Енергије везивања свих постојећих нуклида чине оно што се назива нуклеарни појас или долина стабилности. Да би емисија електрона или позитрона била енергетски могућа, ослобађање енергије или вредност Q морају бити позитивне.
Бета раст је последица слабе силе, те је карактерисан релативно дугим временима распада. Нуклеони се састоје од горњих и доњих кваркова, а слаба сила омогућава кварку да промени свој укус емисијом W бозона што доводи до стварања пара електрон/антинеутрино или позитрон/неутрино. На пример, неутрон, састављен од два доња кварка и горњег кварка, распада се до протона који се састоји од доњег кварка и два горња кварка.
Електронски захват се понекад укључује као тип бета распада, јер је основни нуклеарни процес, посредован слабом силом, исти. При хватању електрона, протон у језгру хвата унутрашњи атомски електрон, трансформишући се при том у неутрон, и ослобађа се електронски неутрино.

## Опис
Две врсте бета распада познате су као бета минус и бета плус. У бета минус (β−) распаду, неутрон се претвара у протон, а процес ствара електрон и електронски антинеутрино; док се у бета плус (β+) распаду протон претвара у неутрон и процес ствара позитрон и електронски неутрино. β+ распад познат је и као емисија позитрона.
Бета распад очувава квантни број познат као лептонски број или број електрона и њима придружених неутрина (други лептони су муон и тау честице). Те честице имају лептонски број +1, док њихове античестице имају лептонски број -1. Будући да протон или неутрон имају лептонски број нула, β+ распад (позитрон или антиелектрон) мора бити праћен електронским неутрином, док β− распад (електрон) мора бити праћен електронским антинеутрином.
Пример емисије електрона (β− распада) је распадање угљеника-14 у азот-14 са временом полураспада око 5.730 година:
146C → 147N + e− + ν
У овом облику пропадања, изворни елемент постаје нови хемијски елемент у процесу познатом као нуклеарна трансмутација. Овај нови елемент има непромењени масени број A, али атомски број Z који се повећава за један. Као и код свих нуклеарних распада, распадајући елемент (у овом случају 146C) познат је као родитељски нуклид док је резултујући елемент (у овом случају 147N) познат је као нуклид ћерка.
Следећи пример је распадање водоника-3 (трицијума) у хелијум-3 са полувременом од око 12,3 године:
31H → 32He + e− + ν
Пример емисије позитрона (β+ распад) је распадање магнезијума-23 у натријум-23 са полуживотом око 11,3 s:
2312Mg → 2311Na + e+ + ν
β+ распад такође резултира у нуклеарној трансмутацији, при чему резултирајући елемент има атомски број који је умањен за један.

### Бета плус распад (β+)
Везани протон у језгру почетног атома распадне на неутрон, позитрон и неутрино.
{\displaystyle p^{+}\rightarrow n^{0}+\;{}{\hbox{e}}^{+}+{\nu }_{e}}
Исти запис са атомима је овакав :
{\displaystyle {}_{Z}^{A}{\hbox{X}}\;\to \;{}_{Z-1}^{A}{\hbox{Y}}\;+\;{}{\hbox{e}}^{+}+{\nu }_{e},}
Пример
{\displaystyle \mathrm {~_{11}^{22}Na} \rightarrow \mathrm {~_{10}^{22}Ne} +\;{}{\hbox{e}}^{+}+{\nu }_{e}}
Бета плус распад се користи у медицини код томографије, где служе при поступку откривања ћелија рака.

### Бета минус распад (β-)
Код бета минус распада, везани неутрон у језгру почетног атома трансформише се у протон, електрон и антинеутрино. Протон остаје у језгру, а електрон и антинеутрино напуштају језгро. Шематски приказано:
{\displaystyle n^{0}\rightarrow p^{+}+\;{}{\hbox{e}}^{-}+{\bar {\nu }}_{e}}
што је у атомском запису исто као:
{\displaystyle {}_{Z}^{A}{\hbox{X}}\;\to \;{}_{Z+1}^{A}{\hbox{Y}}\;+\;{}{\hbox{e}}^{-}+{\bar {\nu }}_{e},}
Пример бета минус распада може бити распад изотопа атома трицијума, где настаје језгро-потомак изотоп хелијума.
{\displaystyle \mathrm {} _{1}^{3}H\rightarrow \mathrm {^{3}_{2}He^{+}} +\;{\hbox{e}}^{-}+{\bar {\nu }}_{e}}
Све реакције следе закон о одржању наелектрисања. Значи, пре и после распада количина наелектрисања остаје иста. Ипак, редни број изотопа расте за 1, што значи да се помера за једно место напред у Периодном систему елемената.
За разлику од алфа распада, спектар бета-минус распада је континуалан, јер енергија није прецизно дефинисана већ је у неједнаким односима узимају антинеутрино и електрон. Језгра X i Y због велике масе имају малу кинетичку енергију.

## Историја
Већ 1900. било је познато да један део радиоактивног зрачења може да скреће у магнетском пољу. Ернест Радерфорд је на основу испитивања пролаза радиоактивних зрака кроз танке листиће алуминијума утврдио да код зрачења уранијумових једињења постоје две врсте зрака. Ону врсту зрака који не могу да прођу кроз алуминијску плочицу дебљине 0,02 mm назвао је алфа-честицама, а ону врсту која је пролазила и кроз дебље слојеве назвао је бета-честицама. Исте године француски научник Пол Вилард је открио и трећу врсту радиоактивног зрачења, за коју се утврдило да има велику продорну моћ и да не скреће у магнетском пољу, а назване су гама-честицама. На основу скретања у магнетском пољу, утврђено је да алфа-честице имају позитивни електрични набој, а бета-честице негативан електрични набој.
Године 1908. су Радерфорд и Ханс Гајгер мерењем утврдили да алфа-честице имају двоструки електрични набој, а да им је маса једнака четверострукој маси атома водоника. Када алфа-честица привуче два електрона, она прелази у атом хелијума. Из тога је Радерфорд закључио да су алфа-честице заправо јони хелијума или само атомска језгра хелијума. За бета-честице се утврдило да се у магнетном и електричном пољу понашају исто као и катодни зраци или електрони. То значи да су бета-честице у ствари електрони великих брзина, али за разлику од електрона у електронском омотачу атома, настају из атомске језгре.

### Бета (минус) и бета (плус) распад
За разлику од алфа распада, код бета распада, при којем атомско језгро зрачи електрон или позитрон, не долази до промене атомске масе, већ се само атомски број повећа или смањи за један или атомско језгро се претвори (трансмутира) у нови хемијски елемент, који је следећи или претходни редни број у периодном систему елемената.
Осим тога, експерименти су показали да електрони који настају приликом бета распада имају различите брзине, од нуле до одређене максималне вредности, а то значи да имају непрекинуту или континуирану расподелу енергије. Сличан непрекинути спектар показује и позитрон, који настаје код бета (плус) распада. Када се говори о бета-честицама, онда се мисли на бета (минус) - честице и бета (плус) – честице. Године 1934. Фредерик и Ирена Жолио-Кири су бомбардовали атомска језгра алуминијума с алфа-честицама: 4He + 27Al → 30P + n, те су приметили да фосфор-30 зрачи позитроне, честице које је приметио и Карл Дејвид Андерсон 1932, посматрајући космичке зраке. Тада је први пут позитрон добијен у лабораторији. 
Будући да, према квантној теорији, атомско језгро има одређене нивое енергије или кванте енергије, онда би и бета-честице требале да имају одређени ниво или квант енергије, а не непрекинути спектар енергија. Из тога се може закључити да енергија бета-честица не настаје због  прелаза из једног енергетског нивоа у други. Према томе, бета распад не удовољава закону о очувању енергије, а експерименти су показали да и не задовољава закон о очувању момента количине кретања. Експерименти су довели у сумњу основне законе градње атомског језгра.

### Неутрино
Волфганг Паули је дошао до закључка да би требало претпоставити постојање једне нове неутралне честице, која би заједно зрачила с електроном при бета (минус) распаду, чија је маса мања од масе електрона у стању мировања. Ову честицу је Волфганг Паули назвао неутрино, што на италијанском језику значи нешто што је мало и неутрално. Према овој претпоставци излази да је настала енергија при бета распаду расподељена на електрон и неутрино, тако да би био задовољен закону о очувању енергије. Претпоставка је била и да неутрино односи и спин од 1/2, тако да и укупна вредност момента количине кретања би била једнака 0 или, чиме би био задовољен и закон о очувању момента количине кретања.
На основу претпоставки Волфганга Паулија, Енрико Ферми је разрадио теорију бета распада. По њој атомско језгро не садржи слободне електроне и позитроне, већ само протоне и неутроне (нуклеони). Електрони и позитрони које емитује атомско језгро, настају једино код бета распада, услед претворбе неутрона у протоне и протона у неутроне, слично као што у атому нема фотона, него они настају само приликом преласка атома из једног енергетског стања у друго. Могућност настанка бета-честица је условљено стабилношћу атомског језгра. Енергија која настаје приликом бета распада распоређује се на бета-честице и електроне, односно позитроне. По тој теорији постоје две врсте неутрина: неутрино и антинеутрино. 
Неутрино је откривен тек 1956, а открио га је амерички физичар Клајд Кован, приликом проучавања нуклеарних реакција у нуклеарном реактору. Јапански физичар Хидеки Јукава са сарадницима је предвидео 1936, да атоми богати протонима у атомском језгру, могу да ухвате електрон из прве К-љуске електронског омотача, чиме би се протон променио у неутрон, уз истовремено зрачење неутрина, што се назива електронски захват.

## Физиолошки ефект Бета честица
Бета честице имају сличан ранг енергије као алфа честице, али имају мање наелектрисање, зато имају већу продорност. Тако имају и штетнији биолошки ефект на човека. За разлику од алфа честица, које зауставља већ лист папира, бета честице зауставља тек метална препрека од неколико милиметара (mm).